# Marcel Frenkel
Marcel Frenkel (geb. 24. Mai 1907 in Berlin; gest. 18. November 1960 in Düsseldorf) war ein deutscher Jurist jüdischer Herkunft, kommunistischer Widerstandskämpfer gegen den Nationalsozialismus, Ministerialbeamter und Vorsitzender der VVN.

## Leben

### Jugend in Kaiserreich und Weimar
Marcel Frenkel kam aus einer deutsch-jüdischen Familie. Sein Vater war Klempner. Er ging in Düsseldorf zur Schule, absolvierte dort eine kaufmännische Lehre und bereitete sich daneben in Abendkursen auf die Mittlere Reife vor, der 1926 das Abitur folgte. Er studierte an der Universität zu Köln, der Universität Berlin und der Universität Bonn Wirtschafts- und Sozialwissenschaften sowie Rechtswissenschaften. 1929 legte er in Köln das Erste juristische Staatsexamen ab. 1930 schloss sich die Promotion zum Dr. jur. an der Universität zu Köln an. Thema der Dissertation war „Die Eidesdelikte im künftigen Strafgesetz“.

### Nationalsozialismus
Noch während seines Referendariats (1931–1933) in einer Kanzlei zweier der KPD verbundenen Rechtsanwälte hatte Frenkel sich einen Namen als Verteidiger von NS-Gegnern gemacht, die er im Auftrag der Roten Hilfe vertreten hatte. Zwar konnte er im April 1933, also nach der Machtübergabe an die NSDAP und ihre deutschnationalen Bündnispartner, noch sein zweites Examen machen und wurde damit zum Assessor ernannt, aber es entfiel für ihn aufgrund des nationalsozialistischen Berufsbeamtengesetzes gegen rassisch und politisch Unerwünschte die Möglichkeit einer Übernahme in den öffentlichen Dienst, und da er als Verteidiger mehrfach bedroht worden war, flüchtete er mit seiner Frau Charlotte („Lotte“), die er 1932/33 in Düsseldorf im „Büro zur Verteidigung der Menschenrechte“ kennengelernt hatte, in die benachbarten Niederlande. Dort heirateten die beiden im Dezember 1932.
Dort lebten die beiden zunächst mit der Hilfe jüdischer Flüchtlingskomitees, dann verkaufte Frenkel Herrenmode-Artikel und eröffnete 1939 ein eigenes Herrenmodegeschäft. 1940 wurde dieses Geschäft mit der nun eingetretenen Okkupation des Landes durch deutsche Truppen als jüdisches Eigentum enteignet („arisiert“). Die Frenkels schlossen sich nun einer kommunistischen Widerstandsgruppe an. Frenkel wurde zudem Mitglied des Joodschen Raads (Jüdischen Rats) von Amsterdam. 1942 trat er in die illegalisierte Kommunistische Partei Deutschlands ein. Er erhielt den Decknamen Hein Riechers. Ende November 1943 tauchte das Paar angesichts der Vorbereitung der Deportation der verbliebenen Amsterdamer Juden in das Durchgangslager Westerbork in die vorbereitete Illegalität unter. Mehrere Male entgingen Lotte und Marcel Frenkel, die ab 1943 mit falschen Pässen unterwegs waren, nur „um Haaresbreite“ den Deportationen. Sie lebten in Leiderdrop, wo sie einen Nachrichtendienst organisierten.

### Erste Nach-NS-Stationen
Nach dem NS-Ende kehrte Frenkel, der zahlreiche Familienangehörige in den Konzentrationslagern verloren hatte, im September 1945 nach Deutschland zurück und war zunächst als juristischer Berater der Vereinigung deutscher und staatenloser Antifaschisten (VDSA) tätig. Erfolgreich bewarb er sich im Oberpräsidium der Provinz Nordrhein, wo er als Nachfolger von Philipp Auerbach in der Abteilung „Volkswohlfahrt“ ab Januar 1946 Wiedergutmachungssachen bearbeitete. Damit war er die führende Person für die Entschädigung der NS-Verfolgten in der britischen Zone. Im November 1946 wurde er zum Ministerialdirigenten befördert. Im April 1949 wurde er unter Walter Menzel Leiter der Abteilung „Wiedergutmachung“ des NRW-Innenministeriums. Zugleich blieb Frenkel ein aktives Mitglied seiner Partei, der KPD, auf deren NRW-Landesliste er 1949 ohne Erfolg zur Bundestagswahl kandidierte. Als ihn die jüdische Gemeinde Düsseldorf um die Kandidatur zu ihrem Vorsitz bat, ließ er sich wählen, allerdings ohne sich der Religionsgemeinschaft zurechnen zu lassen, sondern als Akt der Solidarität. Nach der Umwandlung der Gemeinde in eine Kultusgemeinde traten er und seine Frau dort aus.
Mit besonderem Nachdruck setzte Frenkel sich für die Anerkennung einer rassistisch motivierten Verfolgung der Angehörigen der Roma-Minderheit ein. In der Nachkriegszeit in Deutschland bestand weiterhin ein breiter Konsens über die Verweigerung von Rechten an Individuen und an Minderheiten, die als asozial betrachtet wurden, wozu traditionell auch „Zigeuner“ gerechnet wurden. Die bundesdeutschen Entschädigungsbehörden und Gerichte teilten diese Meinung ganz überwiegend. Das hatte in Entschädigungsverfahren eine Umkehr der Beweislast zur Folge. „Zigeuner“ hatten den Behörden detailliert nachzuweisen, dass sie nicht aus „kriminalpräventiven“ Gründen als „Asoziale“, sondern „aus Gründen der Rasse“ in die Lager deportiert oder auf andere Weise vom NS-Regime verfolgt worden waren. In der Kölnischen Rundschau wurde der Frenkel-Behörde vorgeworfen, „Fürsorge an asoziale Elemente“ zu leisten.
In NRW galt diese Fortführung einer NS-Perspektive – nicht zuletzt aufgrund von Frenkels Rechtsauslegung und -anwendung – nicht. In einem Schreiben vom 21. Mai 1948 stellte er gegenüber nachgeordneten Verwaltungsstellen klar, dass „Zigeuner und Zigeunermischlinge“ unter die Gruppe der rassisch Verfolgten fallen würden und dass sie als solche zu behandeln seien. Nach Meinung Gilad Margalits zeigten Marcel Frenkel und dessen bayerischer Kollege Philipp Auerbach, die wieder und wieder gegen die Haltung vieler nichtjüdischer Kollegen protestierten, als Angehörige eines ebenfalls verfolgten Kollektivs und vor dem Hintergrund des „Trauma[s] der Shoa“ eine „besondere Sensibiliät“ und „Solidarität“ gegenüber der verfolgten Roma-Minderheit.

### Antikommunistische Kampagne und Ausschluss aus dem öffentlichen Dienst
Anfang der 1950er Jahre mussten einige hohe Beamte, die die Landesentschädigungsbehörden leiteten, diese verlassen. Mit Philipp Auerbach (Bayern), Curt Epstein (Hessen), Alphonse Kahn (Rheinland-Pfalz), Ludwig Loeffler (Hamburg) und Marcel Frenkel handelte es sich um eine Gruppe „von jüdischen Beamten, die selbst NS-Verfolgte waren“. Frenkel wurde noch 1950 innerhalb der ministeriellen Bürokratie als „einer der Hauptinitiatoren und Kenner des Wiedergutmachungsrechtes“ eingeschätzt. Aber die britischen Militärbehörden, die darauf drängten, Kommunisten aus den deutschen Behörden zu entfernen, bezeichneten ihn bereits im April 1949 intern als den „wichtigsten und gefährlichsten dieser Leute“.
Ein erster öffentlicher Angriff auf Frenkel erfolgte bereits 1949, im Gründungsjahr der Bundesrepublik, durch einen CDU-Landtagsabgeordneten, der die Berufungsentscheidung des Innenministers kritisierte. Er setzte Frenkel öffentlich mit dem führenden NS-Richter Roland Freisler gleich und unterstellte ihm das Ziel, das gesamte erbenlose jüdische Eigentum – „Milliardenbeträge“ – aus Deutschland nach Israel überführen zu wollen. Frenkel beabsichtige ferner, „uns in Gestalt des Staates Israel eine fünfte Besatzungsmacht hierher zu bringen“. Frenkels juristisches Handbuch zur Wiedergutmachung sei überflüssig, schlecht und überteuert. Der Landtagsabgeordnete bediente sich eines „klassischen antisemitischen Klischees“ (Spernol), wenn er erklärte, Frenkels Buch sei aus dessen „Geschäftstüchtigkeit“ hervorgegangen. Im Jahr darauf behaupteten Rheinische Post und Düsseldorfer Nachrichten, Frenkel habe bezüglich seines Beamteneids erklärt, er werde ohne weiteres „jeden Eid“ leisten, was an ein nazistisches populäres Kinderbuch erinnerte, das wiederum ein Martin-Luther-Wort in seinem Titel aufgriff (Elvira Bauer, Trau keinem Fuchs auf grüner Heid und keinem Jud bei seinem Eid!). Frenkel erinnerte daraufhin an die verschiedenen Amtseide zahlreicher Beamtenkollegen seit dem Kaiserreich.
Ende 1950 wurde Frenkel dann von dem NRW-Innenminister Adolf Flecken (CDU) des Dienstes enthoben, da er sich „gegen die demokratische Grundordnung“ betätigt habe. Er sei Mitglied der KPD und in „prosowjetischen“ Organisationen. Dem waren Denunziationen des Bunds der Verfolgten des Naziregimes, eines in Konkurrenz zur VVN stehenden CDU-nahen NS-Opferverbands, und vor allem von dessen Vorsitzendem Peter Lütsches vorausgegangen, der persönlich tief in eine Korruptionsaffäre verwickelt war. Der BVN betrachtete die „Tätigkeit Frenkels und all [sic!] noch in Amtsstellen befindlichen Kommunisten“ als „besonders gefährlich“. Er forderte eine „Säuberung der Behörden von Staatsfeinden“. Frenkel, hieß es, versorge Kommunisten mit Haftentschädigungen, Renten und Beihilfen aus öffentlichen Mitteln, mit denen sie die Bundesrepublik unterminierten. Sie dürften keine Entschädigung für ihre Verfolgung erhalten. Die Abberufung von Frenkel sei, so der BVN, dringlich, da der Etat seines Landesamts für Wiedergutmachung „zu 70% für Glaubensjuden, Kommunisten, Sozialisten ausgegeben“ werde. Die Vorwürfe gegen Frenkel erwiesen sich, wie Landesrechnungshof und Innenministerium nach gründlicher Untersuchung gemeinsam 1950 „ausdrücklich“ feststellten, „als völlig ausgeräumt“. Lütsches und der BVN blieb dennoch nicht ohne Erfolg, da Frenkel, wie dieselbe Stellungnahme bemerkte, „jedoch in einem anderen Zusammenhang wegen seiner KPD-Zugehörigkeit beurlaubt“ worden sei.
Frenkel sah sich „Schnüffelei und Gesinnungsterror“ ausgesetzt und führte gegen seine Zwangsbeurlaubung an, dass er sich im Gegensatz zu vielen anderen Staatsbediensteten während der NS-Zeit für „Demokratie, Freiheit und Recht“ eingesetzt habe. Der fragwürdigen Beurlaubung folgte ein jahrelanges juristisches Verfahren, das nie entschieden wurde. Die Zwangsbeurlaubung des lebenslang Verbeamteten dauerte bis Ende 1959 an und endete mit der Versetzung des schwerkranken Frenkel in den vorzeitigen Ruhestand zum 1. Januar 1960. Der Frenkel-Biograf Boris Spernol sieht in der Entfernung von Frenkel aus seinem Amt ein „Berufsverbot“, das „die erste administrative antikommunistische Maßnahme“ gewesen sei, „die allein von deutschen Stellen ausging“. Hier liege die Grundlage für die weitere Entfernung von Kommunisten aus der öffentlichen Verwaltung, die zwar auch zweimal Rechtsradikale getroffen habe, ganz überwiegend aber Kommunisten. Im Fall Frenkel „sei der Antikommunismus … nicht nur (dazu genutzt)“ worden, Wiedergutmachungsleistungen an Kommunisten zu skandalisieren, „sondern auch um antisemitische und antiziganistische Angriffe gegen die Wiedergutmachung zu legitimieren“ (Spernol).

### Aktivitäten in der VVN und anderen Zusammenschlüssen
1954 stellte Frenkel als NS-Verfolgter einen Entschädigungsantrag, worauf ein anonymer Schreiber forderte, ihm „jedes Wiedergutmachungsrecht abzusprechen“. 1959 forderte das Innenministerium mit beigegebenem Bericht des Landesamts für Verfassungsschutz den Widerruf der Wiedergutmachung. Frenkel sei ein Verfassungsfeind, daher nicht entschädigungsberechtigt. Das wurde wegen des noch schwebenden Beurlaubungsverfahrens abgelehnt.
Nach seinem Ausscheiden aus dem öffentlichen Dienst war Frenkel Vorsitzender der westdeutschen Vereinigung der Verfolgten des Naziregimes – Bund der Antifaschistinnen und Antifaschisten (VVN) (1952 ff.) bzw. gemeinsam mit einem zweiten Düsseldorfer, dem katholischen Priester Joseph Cornelius Rossaint, Mitglied des Präsidiums der VVN (1959 ff.). Als im Gefolge des Verbots (1951) einer Volksbefragung gegen die Remilitarisierung Deutschlands Oskar Neumann, Karl Dickel, Emil Bechtle und andere Mitglieder der VVN verhaftet, des Hochverrats angeklagt und zu Haftstrafen verurteilt wurden, gehörte auch Frenkel als Vorsitzender der VVN zunächst zu den Festgenommenen und Angeklagten. Nach Protesten im In- und Ausland musste er jedoch „bald wieder auf freien Fuß gesetzt werden“.
Frenkel war bis 1953 Geschäftsführer der von ihm mitbegründeten Arbeitsgemeinschaft demokratischer Juristen und im Zentralrat zum Schutz Demokratischer Rechte. Beide Zusammenschlüsse wurden 1958 als verfassungsfeindlich verboten. Zuletzt war er als Rechtsanwalt in Düsseldorf tätig.

### Lotte Frenkel
Marcel Frenkel war verheiratet, das Paar hatte einen Sohn Michael. Seine Frau Charlotte („Lotte“) geb. Kunke war unter den Namen „Louise Bals“ und „Anke Bruinsma“ in Widerstandskreisen tätig. Nach der Rückkehr aus den Niederlanden war sie in Antifa-Ausschüssen aktiv, Mitgründerin von Frauenselbsthilfegruppen und Mitglied im Düsseldorfer städtischen Frauenausschuss. Sie war Vorstandsmitglied im Demokratischen Frauenbund Deutschlands (DFD). In den 1970er Jahren war sie stellvertretende Präsidentin und stellvertretende NRW-Landesvorsitzende der VVN.

## Rezeption
Als zeitgeschichtliche Person hat Frenkel einen festen Platz innerhalb der Literatur zur Geschichte der Entschädigung (Frei/Brunner/Goschler, Margalit, Lehmann-Richter u. a.) wie auch der NRW-Emigration (Lissner). Eine 2011 erschienene Publikation des Landschaftsverbands Rheinland, gedacht als „didaktisches Werkzeug“ in schulischen und außerschulischen Einrichtungen, enthält im Abschnitt „Zwischen Gedenken und Verdrängen“ eine Ansprache Frenkels zur Einweihung des Denkmals für die Opfer der Shoah aus Köln auf dem Jüdischen Friedhof Bocklemünd am 6. Juni 1948. Darin erklärt der Redner, das Mahnmal gelte nicht nur „Ehrung und Gedenken“ an „unsere“ Toten, sondern sei zugleich „ein Mahnmal an die deutsche Bevölkerung“. An der Einweihung nahmen viele Mitglieder der Synagogengemeinde, jüdischer Organisationen, der VVN, der katholischen Kirche, Vertreter der Stadt und des Landes und von Parteien teil. Alle Redner verlangten „eine demokratische Erneuerung Deutschlands“.

## Schriften
- Die Eidesdelikte im künftigen Strafgesetzbuch. Quakenbrück 1930.
- als Hrsg. mit Philipp Auerbach, Alphonse Kahn, Leo Zuckermann als Mithrsg.: Handbuch der Wiedergutmachung. Koblenz 1949 ff.
- mit Arnold Hardenberg: Das Entschädigungsrecht für die Opfer der nationalsozialistischen Verfolgung. Frankfurt am Main 1957.
- Das Bundesrückerstattungsgesetz. Frankfurt (Main) 1957.